# Bidło
Bidło – potoczna, skrócona nazwa mechanizmu bidłowego. Bidło dobija każdy wprowadzony wątek do krawędzi tkaniny, tworząc kolejne jej elementy. Bidło spełnia też inne, dodatkowe funkcje. Stanowi bieżnię dla czółenka i jest elementem napędzającym inne mechanizmy.

Przekrój poprzeczny bidła
Opis rysunku
1. wał główny (wykorbiony) krosna
2. wykorbienie wału głównego
3. półpanewka mosiężna lub żeliwna łożyska ślizgowego
4. korpus bidłowodu
5. opaska długa bidłowodu
6. opaska krótka bidłowodu
7. klin łączący elementy bidłowodu
8. podkładka klina
9. sworzeń łączący bidłowód z nogą (podporą) bidła
10. oś bidła
11. wspornik nogi (podpory) bidła
12. noga (podpora) bidła
13. śruba regulacyjna
14. łącznik podpierający kloc bidła
15. drewniana belka (kloc) bidła
16. bieżnia z twardego drewna
17. listwa mocująca dolną część płochy
18. płocha
19. pochwa (pokrywa) płochy
20. śruba mocująca pochwę do nogi bidła

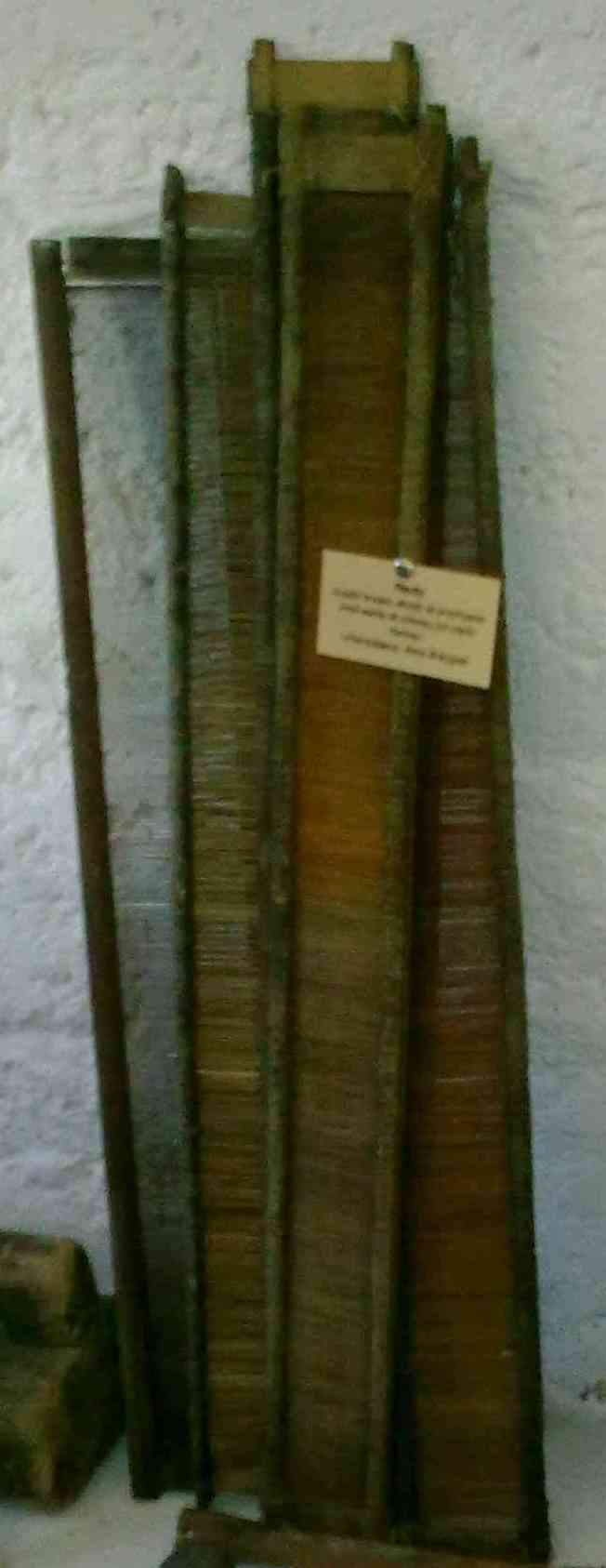
Płochy smołowe

## Budowa bidła
Poza podstawową funkcją dobijania wątku do krawędzi tkaniny, bidło spełnia dodatkowe zadania. Te zadania są różne w krosnach czółenkowych i bezczółenkowych, w związku z tym różna jest też budowa niektórych jego elementów.
- W krosnach czółenkowych na mechanizm bidłowy składają się:
  1. dwie podpory bidłowe – żeliwne odlewy w przekroju teowym lub podobnym. Na jednej z podpór zamontowana jest zapadka napędzająca mechanizm odbiorczy oraz cięgno napędzające mechanizm zasilający
  2. belka bidła (kloc bidła) – pozioma belka żeliwna o profilu kątowym lub teowym, z przymocowaną belką drewnianą, łącząca obie podpory. W niektórych rozwiązaniach jest to teownik żeliwny pokryty od góry listwą z twardego drewna o grubości ok. 40–50 mm, stanowiącą bieżnię dla czółenka. Belka bidła musi być bardzo sztywna, mocna, równa i gładka. Wzdłuż tylnej części belki umieszczona jest listwa mocująca dolną krawędź płochy. Pod belką bidła zamontowane są elementy mechanizmu zderzakowego, zabezpieczającego czółenko przed przybiciem w przesmyku. Podczas ruchu bidła w kierunku krawędzi tkaniny czółenko musi znajdować się w którejś z wyrzutni. Jeśli jest inaczej, mechanizm zderzakowy blokuje pracę krosna
  3. wyrzutnie czółenkowe – dwie skrzynki po obu stronach belki bidła, połączone z nią w sposób umożliwiający regulację. Wyrzutnie to elementy wspólne mechanizmów bidłowego i przerzutowego. Zadaniem wyrzutni jest:
    - nadanie czółenku odpowiedniego kierunku w momencie wyrzutu
    - zatrzymanie czółenka po przelocie
    - utrzymanie czółenka poza przesmykiem w momencie przybicia wątku.

  4. płocha – zamocowany w tylnej części belki bidła wymienny grzebień, który dobija watek do krawędzi tkaniny. Płochy wykonywane są z cienkich płaskowników stalowych (trzcinek) zamocowanych w drewnianych listwach przy pomocy dawniej smołowanego (płocha smołowa), obecnie nasączonego żywicą epoksydową sznura (płocha żywiczna). Płaszczyzna płochy ustawiona jest pod kątem 87-90° w stosunku do płaszczyzny bieżni. Oba te elementy stanowią tor przebiegu czółenka
  5. pokrywa bidła – belka drewniana o nieco mniejszym przekroju niż belka bidła, z wyżłobionym od dołu rowkiem, w którym zaciskana jest płocha. W nowszych rozwiązaniach jest to ceownik stalowy wypełniony drewnem
  6. listwa zabezpieczająca – jedno z urządzeń zabezpieczających czółenko przed wypadnięciem z przesmyku. Listwy zabezpieczające montowane są na pokrywie bidła. W krosnach o dużej szerokości może być ich kilka
  7. dwa bidłowody (korbowody) – łączące podpory (nogi) bidła z wałem głównym (wykorbionym) krosna, nadającym bidłu ruch wahadłowy (napędzającym bidło). Bidłowody stosowane w krosnach do produkcji tkanin frotte wykonywane są jako łamane. Łamanie bidłowodu (zmiana jego długości) sterowane jest dodatkową krzywką umieszczoną na wale dolnym krosna. Zmienny skok bidła uzyskuje się również przez zastosowanie na jednym z czopów bidłowodu mimośrodów. Obydwa rozwiązania umożliwiają zmianę skoku bidła podczas tworzenia pętelki. Wał główny i wał dolny są elementami mechanizmu napędowego.
- W krosnach bezczółenkowych bieżnia zastąpiona została innymi elementami:
  1. w krosnach chwytakowych belka bidła jest znacznie cieńsza. Na bidle zamontowany jest grzebień złożony z otwartych pierścieni, umieszczonych w odstępach ok. 15–20 mm, zapobiegający wypadnięciu chwytaka z przesmyku. Wyrzutnia chwytaków umieszczona po jednej stronie bidła nie jest z nim związana. Płocha jest sztywna, wykonywana w całości ze stali (płocha stalowa). Pokrywa bidła została wyeliminowana. Bidło ma najczęściej napęd krzywkowy zamiast korbowego
  2. w krosnach pneumatycznych i hydraulicznych belka bidła jest nieco lżejsza. Podpory bidłowe połączone są łącznikiem w postaci rury. Na tym łączniku montowany jest kanał złożony z cienkich, otwartych pierścieni, rozmieszczonych w odległości ok. 2–3 mm od siebie, przyspieszający strumień powietrza przenoszącego wątek, zwany dyfuzorem. Dysza wprowadzająca wątek umieszczona po jednej stronie nie jest związana z bidłem. Podobnie jak w krosnach chwytakowych płocha jest sztywna, wykonywana w całości ze stali, a pokrywa bidła została wyeliminowana. Tu również stosuje się krzywkowy napęd bidła
  3. w krosnach rapierowych również te elementy zostały wyeliminowane, natomiast zamiast wyrzutni na końcach bidła zamontowane są mechanizmy napędzające rapiery. Napęd bidła krzywkowy.

Bidło w czasie pracy wykonuje ruch wahadłowy. Ruch ten musi być dość dokładnie zsynchronizowany z pracą pozostałych mechanizmów krosna. W pełnym cyklu ruchu rozróżnia się cztery fazy:

Synchronizacja faz pracy mechanizmów: bidłowego, przerzutowego i przesmykowego

1. Przednie skrajne położenie bidła (PSPB) – wątek jest maksymalnie dociśnięty do krawędzi tkaniny (pozycja 360°). Przesmyk jest zamknięty lub w początkowej fazie otwierania. Mechanizm odbiorczy kończy nawijanie elementu tkaniny. Bidło przez ułamek sekundy pozostaje w bezruchu. Położenie to określa się też jako przednie martwe położenie (PMP).
2. Ruch od PSPB do TSPB – przesmyk jest otwierany (360° do 120°). W pozycji 70° zaczyna pracę mechanizm przerzutowy, rozpoczyna się ruch czółenka. Mechanizm odbiorczy znajduje się w stanie spoczynku.
3. Tylne skrajne położenie bidła (TSPB) – przesmyk jest w pełni otwarty. Nicielnice znajdują się w fazie postoju (120° do 240°). Bidło przez ułamek sekundy pozostaje w bezruchu (pozycja 180°). Mechanizm przerzutowy kończy pracę, następuje przelot czółenka. Mechanizm odbiorczy znajduje się w stanie spoczynku. Położenie to określa się też jako tylne martwe położenie (TMP).
4. Ruch od TSPB do PSPB – przesmyk jest zamykany (240° do 360°). Koniec przelotu i zatrzymanie czółenka (285°). Mechanizm odbiorczy pracuje, odbiera i nawija na wałek element (odcinek) tkaniny utworzony w poprzednim cyklu. Mechanizm zasilający podaje odcinek osnowy potrzebny do utworzenia nowego elementu tkaniny. Płocha dosuwa kolejny wątek do krawędzi tkaniny tworząc nowy jej element.

Konstrukcje bidła są różne w zależności od typu wytwarzanych tkanin. Tak więc inną konstrukcję mają bidła krosien bawełniarskich i lniarskich, inną krosien wełniarskich (kortowych), a jeszcze inną krosien jedwabniczych.